# Navés
Navés (oficialmente en catalán: Navès) es un municipio de Cataluña, España, perteneciente a la provincia de Lérida, en la comarca del Solsonés y situado en el límite con la del Bergadá. A mediados del siglo XIX se denominaba Navés, Alvareda y Cuadra de Soler Trifó.
De actividad económica exclusivamente agropecuaria, ha visto decrecer drásticamente su población desde mediados del siglo XX.

## Demografía
Cuenta con una población de 300 habitantes (INE 2024).
| Gráfica de evolución demográfica de Navés entre 1842 y 2021 |
| |
| Población de derecho según los censos de población del INE Población de hecho según los censos de población del INEEn estos censos se denominaba Navés, Alvareda y Cuadra de Soler Trifó: 1842 En estos censos se denominaba Navés: 1857, 1860, 1877, 1887, 1897, 1900, 1910, 1920, 1930, 1940, 1950, 1960, 1970 y 1981 Entre el censo de 1857 y el anterior, crece el término del municipio porque incorpora a 255059 (Besora), 255078 (Busa), 255111 (Castelló y Busa), 255206 (Linya), 255381 (Valldora). |

El término municipal comprende las unidades poblacionales de Besora, Les Cases de Posada, Linya, Navés, Pegueroles, La Selva, Tentellatge, Valldora y numerosos diseminados.
| 1900 | 1930 | 1950 | 1970 | 1981 | 1986 |
| ---- | ---- | ---- | ---- | ---- | ---- |
| 857  | 954  | 1091 | 556  | 365  | 301  |

## Monumentos y lugares de interés
- Iglesia de Santa Magdalena de las Planas